# Hilberts sextonde problem
Hilberts sextonde problem är ett av Hilberts 23 problem. Det formulerades år 1900 och handlar om algebraiska kurvor och ytors topologi.
Problemet är ännu inte löst.